# Andreas Soneryd
Andreas Soneryd, född i september 1973, är en svensk författare av barn- och ungdomsböcker.
Soneryd debuterade med boken En skejtares dagbok 2004.